# Liste der schwedischen Botschafter in Chile
Seit Juni 2007 residiert die schwedische Botschafterin in der vierten Etage der Avenida 11 de Septiembre 2353, Providencia (Chile).

## Geschichte
Beim Putsch in Chile 1973 blieb Harald Edelstam in Santiago de Chile, in der Botschaft fanden etwa 1300 politisch Verfolgte Asyl. Schweden wurde in Einvernehmen mit Olof Palme, Schutzmacht für die kubanischen Staatsbürger in Chile. Das Regime von Augusto Pinochet erklärte Harald Edelstam zur Persona non grata. Die Aufgaben der Schutzmacht wurden von Geschäftsträgern wahrgenommen. Seit 2001 ist die Botschafterin in Santiago de Chile auch bei der Regierung in Lima akkreditiert.
| Ernannt / Akkreditiert | Name                                | Bemerkung | ernannt während der Regierung von | akkreditiert während der Regierung von | Posten verlassen |
| ---------------------- | ----------------------------------- | --- | --------------------------------- | -------------------------------------- | ---------------- |
| 1895                   | Jens Martin Bolstad                 | Ministre plénipotentiaire der Königreiche Schweden und Norwegen (* 5. April 1858; † 25. Dezember 1905)                        | Erik Gustaf Boström               | Jorge Montt Álvarez                    |                  |
| 1918                   | Carl Hultgren                       | Carlos Filiberto Hultgren (* 1864) mit Fanny de Hultgren verheiratet, ab 30. Dezember 1921 auch in Buenos Aires akkreditiert. | Carl Swartz                       | Juan Luis Sanfuentes Andonaegui        |                  |
| 1927                   | Eric Einar Ekstrand                 | | Carl Gustaf Ekman                 | Carlos Ibáñez del Campo                |                  |
| 1928                   | Axel Johan Anders Paulin            | Geschäftsträger | Arvid Lindman                     | Carlos Ibáñez del Campo                |                  |
| 1931                   | Christian Günther                   | | Carl Gustaf Ekman                 | Pedro Opazo                            |                  |
| 1936                   | Einar Modig                         | | Per Albin Hansson                 | Carlos Dávila Espinoza                 |                  |
| 1936                   | Axel Johan Anders Paulin            | Geschäftsträger | Per Albin Hansson                 | Carlos Dávila Espinoza                 |                  |
| 1942                   | Folke Sunesson Wennerberg           | Geschäftsträger, ab 1949 Ministre plénipotentiaire                                                                            | Per Albin Hansson                 | Juan Antonio Ríos Morales              |                  |
| 1952                   | Ulf Gudmar Lorentz Barck-Holst      | | Tage Erlander                     | Carlos Ibáñez del Campo                |                  |
| 1954                   | Harry Arvid Mortimer Nicolaus Bagge | Ministre plénipotentiaire, ab 1957 Botschafter                                                                                | Tage Erlander                     | Carlos Ibáñez del Campo                |                  |
| 1963                   | Gustaf Bonde                        | | Tage Erlander                     | Jorge Alessandri Rodríguez             |                  |
| 1966                   | Louis De Geer                       | | Tage Erlander                     | Eduardo Frei Montalva                  |                  |
| 1972                   | Harald Edelstam                     | | Olof Palme                        | Salvador Allende                       | 1973             |
| 1979                   | Christer P. Persson                 | Gesandtschaftssekretär erster Klasse                                                                                          | Thorbjörn Fälldin                 | Augusto Pinochet                       |                  |
| 1984                   | Håkan Wilkens                       | Geschäftsträger | Olof Palme                        | Augusto Pinochet                       |                  |
| 1987                   | Staffan Wrigstad                    | | Ingvar Carlsson                   | Augusto Pinochet                       |                  |
| 1992                   | Madeleine Stroje-Wilkens            | | Carl Bildt                        | Patricio Aylwin Azócar                 |                  |
| 1997                   | Hakan Granqvist                     | | Göran Persson                     | Eduardo Frei Ruiz-Tagle                |                  |
| 2000                   | Arne Rodin                          | | Göran Persson                     | Ricardo Lagos Escobar                  |                  |
| 2006                   | Cecilia Marie Ekholm                | | Fredrik Reinfeldt                 | Michelle Bachelet                      |                  |
| 2009                   | Eva Zetterberg                      | | Fredrik Reinfeldt                 | Michelle Bachelet                      |                  |
| 2014                   | Jakob Kiefer                        | |                                   |                                        |                  |
| 2018                   | Oscar Stenström                     | |                                   |                                        |                  |
| 2023                   | Tomas Wiklund                       | |                                   |                                        |                  |